# Sozialversicherungsanstalt der gewerblichen Wirtschaft
Die Sozialversicherungsanstalt der gewerblichen Wirtschaft (SVA) war ein gesetzlicher Sozialversicherungsträger in Österreich. Nachfolgerin ist die Sozialversicherungsanstalt der Selbständigen (SVS) durch Zusammenführung mit der Sozialversicherungsanstalt der Bauern (SVB) aufgrund des Sozialversicherungs-Organisationsgesetz (SV-OG). Am 1. April 2019 fand die konstituierende Sitzung des SVS-Überleitungsausschusses statt, jenes Gremium, das mit der Umsetzung der Fusion der Sozialversicherungsanstalt der Bauern (SVB) mit der SVA zur Sozialversicherungsanstalt der Selbständigen (SVS) betraut wurde. Die neue Organisationsstruktur ist mit 1. Jänner 2020 gültig.

## Aufgaben
Die SVA war die Gesundheits- und Pensionsversicherung der Selbständigen und Unternehmer und mit einem Budgetvolumen von rund 5 Mrd. Euro (2017) der zweitgrößte Sozialversicherungsträger in Österreich. Die SVA war dezentral organisiert, es gab eine Zentrale in Wien und neun Landesstellen in den Bundesländern. Außerdem gab es vier Gesundheitszentren: das SVA-Gesundheitszentrum in Wien, die HerzReha Bad Ischl (Oberösterreich), das Neurologische Zentrum am Wiener Rosenhügel und das Klinikum Malcherhof Baden (Niederösterreich).
Obmann der SVA war zuletzt von Juni 2018 bis 31. Dezember 2019 Harald Mahrer, die beiden Obmann-Stellvertreter waren Karlheinz Kopf und Wilhelm Turecek. Zuvor war Christoph Leitl Obmann, die beiden Obmann-Stellvertreter waren Alexander Herzog und Wilhelm Turecek. Hans Aubauer war Generaldirektor.
Zum versicherten Personenkreis gehören:
- Mitglieder der Kammern der gewerblichen Wirtschaft (Gewerbetreibende)
- Gesellschafter einer OG und die unbeschränkt haftenden Gesellschafter einer KG, sofern die Gesellschaft Mitglied einer der Kammern der gewerblichen Wirtschaft ist
- Geschäftsführende Gesellschafter einer GmbH, sofern die Gesellschaft Mitglied einer der Kammern der gewerblichen Wirtschaft ist
- Selbständig erwerbstätige Personen ohne Gewerbeschein (Neue Selbständige)
- Freiberuflich tätige Ärzte, Apotheker, Patentanwälte und Ziviltechniker

In der Gesundheitsversicherung versichert sind auch die Bezieher einer SVA-Pension, und Angehörige der Versicherten wie Ehepartner, Lebensgefährten und Kinder können in den Versicherungsschutz miteinbezogen werden. Die SVA betreute somit als Gesundheitsversicherung rund 820.000 Kunden. Als gesetzliche Pensionsversicherung war die SVA für rund 440.000 Versicherte zuständig.
Mittelverwendung:
Die Leistungen für die versicherten Personen werden über ihre Beitragszahlungen finanziert. Die Beiträge, welche die Versicherten einzahlen, kommen ihnen auch wieder direkt in Form von Leistungen zugute (Umlageverfahren): 65 % der Beiträge gehen in die Pensionsvorsorge, 26 % in den Gesundheitsschutz, 2 % in die Unfallversicherung und 5 % in die Selbständigenvorsorge. Die Verwaltungskosten betragen 2 %.
Die gesetzlichen Grundlagen sind im Gewerblichen Sozialversicherungsgesetz (GSVG) sowie im Freiberuflichen Sozialversicherungsgesetz (FSVG) geregelt.

## SVA Gesundheitseinrichtungen
Die SVA betreibt vier Gesundheitseinrichtungen gemeinsam mit privaten Managementpartnern in einem Public-Private-Partnership-Modell:
- Neurologisches Rehabilitationszentrum (NRZ) Rosenhügel in Wien, Partner: VAMED
- Klinikum Malcherhof Baden, Partner: PremiQaMed
- HerzReha-Zentrum in Bad Ischl, Partner: Vinzenz-Gruppe
- SVA-Gesundheitszentrum Wien, Partner: PremiQaMed[5]

## SVA Versichertenstand
- Versicherte in der Gesundheitsversicherung:
  - Aktive Erwerbstätige: 418.000
  - Pensionisten: 152.000
  - Mitversicherte Angehörige: 251.000
- Versicherte in der Pensionsversicherung: 439.000
- Pensionsbezieher insgesamt: 152.000[6]

## SVA Vorsorgeprogramm "Selbständig gesund"
Für Leistungen aus der Gesundheitsversicherung tragen die SVA-Versicherten grundsätzlich einen Selbstbehalt von 20 % (ausgenommen sind alle Kinder und Gruppen wie beispielsweise sozial Schwache oder chronisch kranke Menschen). Um diesen Selbstbehalt von 20 % auf 10 % zu reduzieren, können die Versicherten freiwillig beim Gesundheitsvorsorge-Programm „Selbstständig gesund“ mitmachen. Dazu wird ein Gesundheits-Check bei einem Hausarzt absolviert, der aus einer Vorsorgeuntersuchung inkl. EKG und Blutbild besteht. Gemeinsam mit dem Arzt werden Gesundheitsziele in den Bereichen Blutdruck, Körpergewicht, Bewegung, Tabak, Alkohol festgelegt – mit dem Ziel des Erhalts guter Werte oder zur Verbesserung in einzelnen Bereichen. Nach einem Zeitraum von circa sechs Monaten gibt es ein Evaluierungsgespräch. Werden die Ziele erreicht, kann eine Reduktion des Selbstbehalts beantragt werden. Sind alle Gesundheitsziele umgesetzt, ist die nächste Untersuchung dann abhängig vom Alter erst nach zwei bis drei Jahren fällig.

## Transformationsprozess SVA 2020
Die SVA transformiert und digitalisiert gerade ihre internen und externen Prozesse für ihre Kunden, was die Abwicklung von SVA-Aktivitäten – von Standard-Anliegen bis zu Gesundheitsvorsorge-Programmen – praktisch und einfach wie eine Flugbuchung machen soll. Das Kundenservice – persönlich, telefonisch als auch digital – wird ausgebaut und das Kundenerlebnis Stück für Stück verbessert. Bereits jetzt, schon im laufenden Transformations- und Digitalisierungs-Projekt "SVA 2020", zeigen sich Effizienzsteigerungen: erstens durch eine Vielzahl an Online-Services wie z. B. der digitalen Erstanmeldung, der digitalen Kundenzone mit integriertem Beitragskonto, den digitalen Wahlarztrechnungs-Einreichungen, der digitalen Verordnungsbewilligung oder den bereitgestellten Online-Formularen. Zweitens mit dem vernetzten Training und der Betreuung durch den SVA-Gesundheitscoach während und nach der Reha im Gesundheitszentrum. Drittens durch das neue Backbone-System im Melde-, Versicherungs- und Beitragswesen, das stetig erweitert wird. Und viertens durch das neue Telefonie-Konzept mit zentraler Service-Stelle und -Nummer für alle Kunden und einem dahinterliegenden digitalen Informations-System für die SVA Mitarbeiter. Die zugrunde liegende Software für die Online-Formulare stammt vom österreichischen IT-Unternehmen aforms, das Formallösungen in den Bereichen E-Government und E-Business entwickelt.
Als am schnellsten wachsende Sozialversicherung Österreichs hat die SVA einen Weg gefunden, wie die zusätzlich 60.000 Neuanmeldungen sowie das siebenprozentige Kundenwachstum jährlich bewältigt werden können, ohne dass die Kosten entsprechend steigen. Standardprozesse können künftig digital abgewickelt werden – dadurch haben die Betreuer mehr Zeit für individuelles Kunden-Service. Das Projekt "SVA 2020" hat innerhalb Europas Sozialversicherungen Leuchtturmcharakter, gestartet wurde es von Generaldirektor Hans Aubauer gemeinsam mit Obmann-Stellvertreter Alexander Herzog.